# Museo de la Civilización
El Museo de la Civilización es un museo inaugurado el 1988 en la ciudad del Quebec, capital de esta provincia francófona de Canadá, dedicado al estudio de la cultura y las civilizaciones.
Situado al corazón de un barrio histórico y cerca de la Place-Royale, tiene una arquitectura moderna pero es un buen ejemplo de integración en un entorno histórico. Este museo se distingue por su museografía innovadora y cuenta con la colección más grande del Quebec en cuanto a aspectos etnográficos, históricos, educativos y de la memoria. El Museo de la Civilización es el vínculo entre pasado, presente y futuro, y muestra la experiencia humana del Quebec y otras civilizaciones. Las nuevas tecnologías y las proyecciones multimedia contribuyen a la vitalidad de las exposiciones, interactivas, y a facilitar la visita.